# مبنى تجهيز المركبات

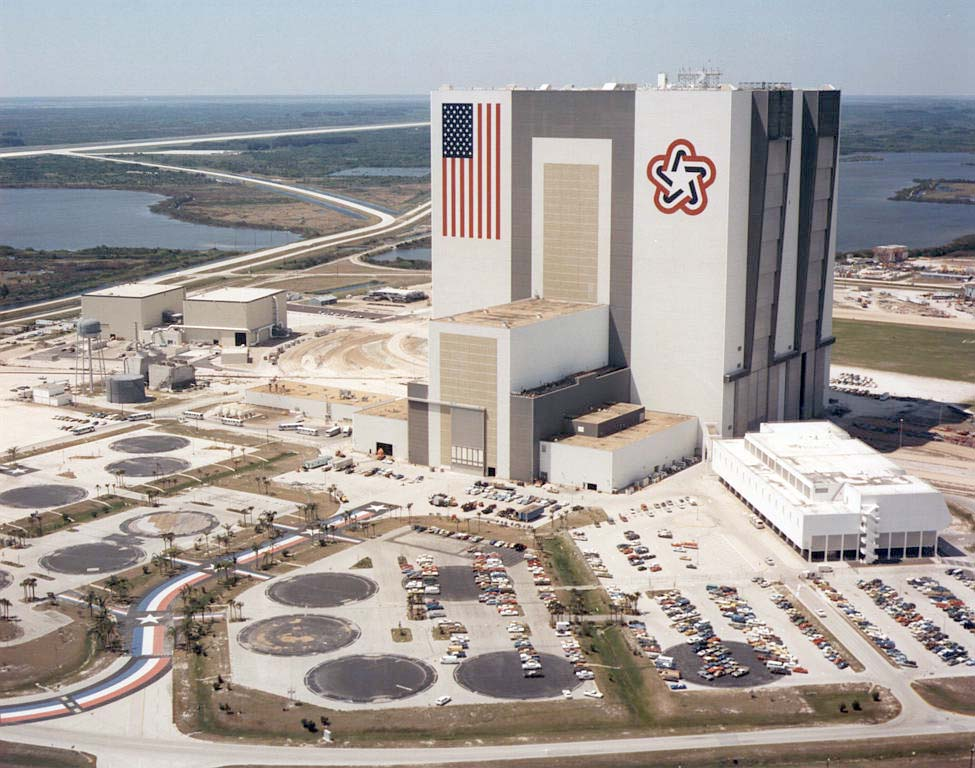
مبنى تجهيز المركبات بفلوريدا.

يوجد مبنى تجهيز المركبات أو مبنى إعداد المركبات (بالإنجليزية: Vehicle Assembly Building VAB) في مركز كينيدي للفضاء التابع لناسا ب فلوريدا جنوب شرق الولايات المتحدة الأمريكية. وهو رابع مبنى في العالم من حيث ضخامته ويتكون من طابق واحد، ويقع في مجمع منصة الإطلاق رقم 39 على منتصف الطريق بين مدينة جاكسونفيل وميامي ، بولاية فلوريدا ، وشرقا من مدينة أورلاندو على جزيرة مريت المطلة على المحيط الأطلسي.

## هندسة البناء
بني مبنى تجهيز الصواريخ بغية إعداد الصواريخ منتصبة فيه قبل بعد وصول أجزاء الصاروخ من مصانع تصنيعها عن طريق البحر . ويتكون مبنى تجهيز الصواريخ من هيكل من الحديد الصلب على مساحة 100.800 متر مربع ويتكون من طابق واحد . تغطيه من الخارج ألواح من الألمونيوم تبلغ مساحة كل منها 8و1 في 2و4 متر . وتغطي مساحة صغيرة من السطح تبلغ 6.500 متر مربع بألواح من البلاستيك تسمح بدخول ضوء النهار . ولكي لا يغوص المبنى الضخم في الأرض فقد قام المهندسون خلال الأشهر من يناير إلى ديسمبر عام 1964 بغرس 4.225 أنابيب من الصلب في الأرض لتكون أساسا للمبنى يبلغ قطر كل منها 40 سنتيمتر ذات سمك 1 سنتيمتر، وتصل إلى عمق 49 متر تحت الأرض . ثم ملئت الأنابيب بالرمل ثم غطت بطبقة من الخرسانة .
وبفحص الأرضية تبين أنها مكونة من الرمل إلى عمق 35 متر، وتوجد أسفل منها طبقة من الحجر الجيري ، وتحتها طبقة من الصخور النارية تصل إلى عمق 50 متر .

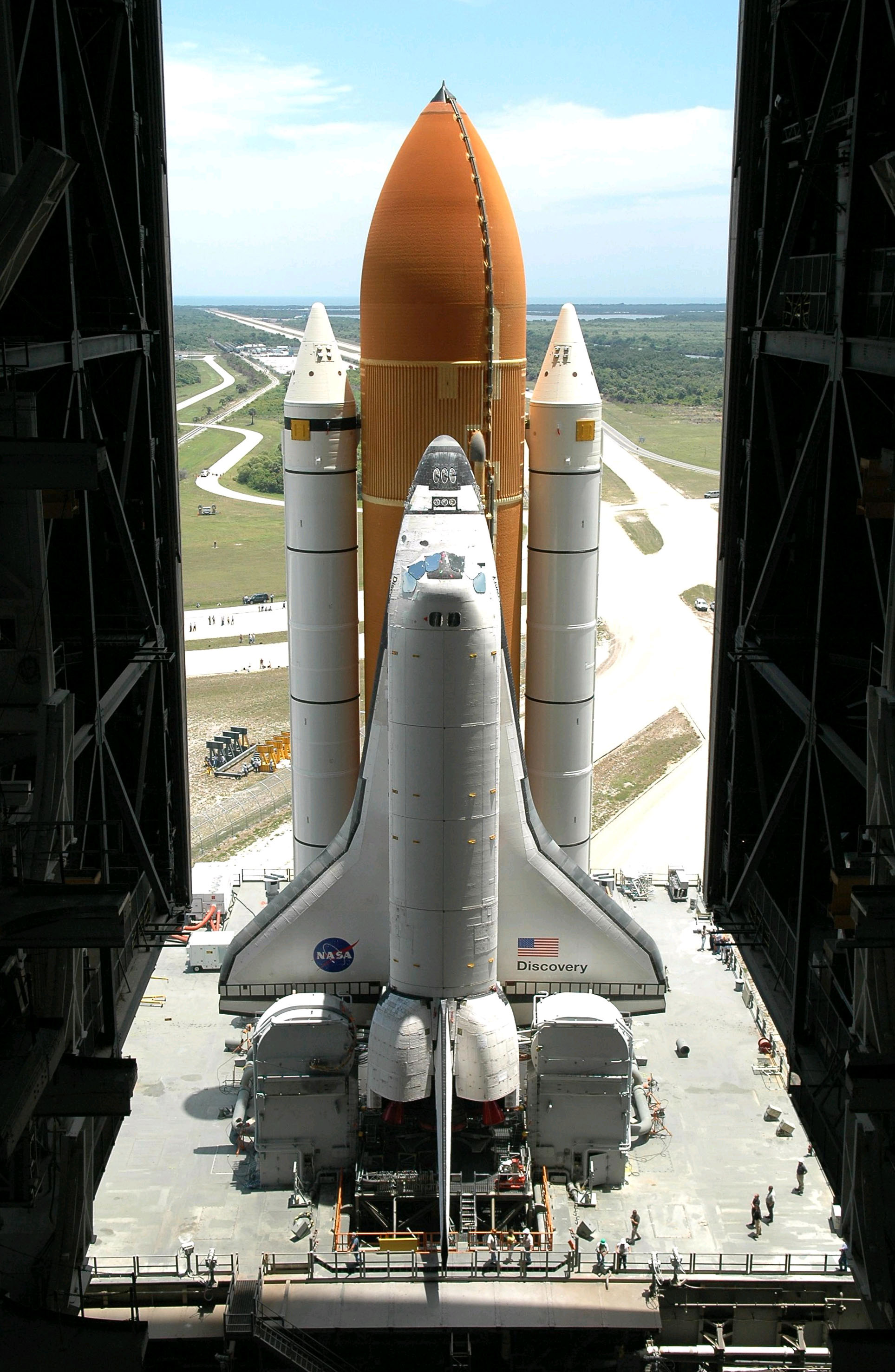
المكوك ديسكفري قبل مغادرته مبن إعداد الصواريخ VAB.

## اقرأ أيضا
- وكالة الفضاء الفرنسية
- مركز لندون بي جونسون للفضاء
- مركز مارشال لبعثات الفضاء
- مركز جويانا للفضاء